# Megara (grup de música)
Megara és un grup musical espanyol de rock creat a Madrid el 2015 i compost per Kenzy (vocalista), Robert (guitarra), Pablo (baix) i Ra Ratlli (bateria).
Aquell mateix any van debutar amb la publicació de Muérase quien pueda, un àlbum que conté temes com ara Seis i Baños de sangre. El 2018, el va succeir Aquí estamos todos locos.
El 26 d'octubre del 2022, se'n va anunciar la participació en el Benidorm Fest 2023, celebrat per a seleccionar la candidatura representant d'Espanya al Festival de la Cançó d'Eurovisió d'aquell any. Concretament, a la primera semifinal van obtenir 111 punts interpretant la cançó «Arcadia» i es van classificar així per a la final, en la qual van aconseguir la quarta posició amb un total de 106 punts. El 2024, van guanyar el concurs Una Voce per San Marino amb la cançó «11:11», així que representaran San Marino al Festival de la Cançó d'Eurovisió 2024.

## Discografia
- Múerase quien pueda (2015)
- Aquí estamos todos locos (2018)